# Атанас Славов (писател и културолог)
Вижте пояснителната страница за други личности с името Атанас Славов.
Атанас Василев Славов е български писател, изкуствовед, семиотик, поет, сценарист.

## Биография
Роден е в град Сливен на 25 юли 1930 г. Първоначално учи в Американския колеж в София до закриването му през 1941 г. През 1953 г. завършва английска филология в Софийския университет „Климент Охридски“.
През 1953 – 1965 г. е преподавател по руски език в курсовете, организирани от Обединения комитет за българо-съветска дружба, библиотекар в Народната библиотека в София, участва в предаванията на Радио София за чужбина, работи като картограф в Родопите.
Преподавател по английска литература в Софийския университет (1961 – 1971), където води семинар за поезията и драмата на английското Средновековие и Ренесанс и за английската проза и поезия на XIX и XX в. Защитава дисертация на тема „Функции на ритъма в художествената стихова реч“ в Института за литература при БАН (1965). През 1966 – 1976 г. работи в Института за изкуствознание при БАН; основава секция по дизайн и секция по информация и документация, съосновател на проблемна група за изучаване на българските приложни изкуства. Научен сътрудник по фолклор и теория на изкуствата и фолклора (от 1974). Съосновател и член на международната група по сравнителна славянска метрика към Института за литературни изследвания при Полската АН (1971 – 76). Изпълнителен секретар на научния проект „Основни насоки на световната култура до 2000 година“ към Научното обединение по изкуствознание при БАН (1975 – 76), във връзка с което заминава за САЩ – работи в Отдела за международни научни изследвания и обмен в Ню Йорк (1975 – 1976).
Автор на свободна практика и диктор в Радио „Свободна Европа“ (1978) и в BBC (Лондон) през 1978. Работи по проблемите на източноевропейските култури към Центъра „Удроу Уилсън“ във Вашингтон (1979) и като инструктор по български език в Държавния департамент, Вашингтон (1980 – 83), и в Центъра за езикови научни изследвания, Мериленд (1983). Радиосценарист, редактор и диктор в „Гласът на Америка“ (1980 – 1990). Автор на стихове, на фантастика, на изкуствоведски изследвания и много други. За него ласкаво се изказват световноизвестните писатели Кърт Вонегът и Греъм Грийн.
След 1990 г. той се завръща в родния Сливен, където остава до края на живота си. Издъхва в пловдивска болница на 4 декември 2010 г.

## Творчество
Славов е автор на стихове, научнофантастична проза, мемоари, изкуствоведски, стиховедски, литературно-теоретични, литературно-критически, историко-етнографски изследвания, книги за деца, сценарии за анимационни, документални и пълнометражни филми; радиосценарист, преводач от английски език.
Изкуствоведските занимания на Славов са представени в книгите „Медни съдове“ (втори том от поредицата „Българско художествено наследство“, в която авторът разглежда развитието на медникарството в България и художествените особености на медните изделия), „Традиции и перспективи в българското приложно изкуство“, „Дърворезбите на Роженския манастир“ и др.
Литературно-критическите и теоретичните му търсения присъстват в книгата „В сянката на Фордовия мит“, където Славов разглежда въпроса за „аутсайдера“ в американската литература (неговата философска и социална същност, присъствието му в творчеството на битниците и на т. нар. лутащо се поколение, тяхната естетика); в публикации по проблемите на частните методи на сравнение и класификация при художествения анализ, в дисертационния му труд. През 1974 г. Полската АН издава книгата му „Очерк върху българското стихосложение“ (на полски език), в която с помощта на статистическия метод Славов прави опит да обхване българската стихова традиция от IX в. до наши дни, а през 1987 г. – студията „Сравнителна славянска метрика: ритмен речник“ (на полски език), на която Славов е съавтор и която е отпечатана в списание Pamiętnik Słowiański.
След напускането на България (1976) Славов започва да пише своите мемоари, на които до голяма степен дължи известността си на Запад. Те са писани на английски език, но първоначално звучат на български (четени от самия автор) в 52 седмични предавания по Радио „Свободна Европа“ под заглавие „Пътеки под магистралите“ (1978 – 79). По-късно излизат на български език под заглавието „С трева обрасли“ в парижкото издателство „Пеев & Попов“ (1983). През 1986 г. пълният вариант на мемоарите се появява на английски език (изд. „Оксидентъл прес“, Вашингтон) под заглавието „With The Precision of Bats“. Книгата на Славов, в която през призмата на автобиографизма е пресъздадена специфичната за тоталитаризма политическа и културна атмосфера на България, печели наградата на Legerete International Writers Union Book за най-добра автобиография през 1986 г. Съдбата на мемоарите му в България е коренно различна – срещу Славов е заведено следствено дело № 178 (1978), след възобновяването на което през 1981 г. авторът е осъден на 9 години лишаване от свобода. На 1 февруари 1991 г. наказателното дело срещу Славов е прекратено окончателно.
За пръв път публикува стихове през 1962 г. във в. „Литературни новини“, получили публично отрицание в речта на Тодор Живков пред интелектуалците (15 април 1963). Поетическото му творчество след напускането на България намира израз в стихосбирките „Стихове 1962. Порнографска поема 1968“ (излязла на български език в Мюнхен), „Mr. Lampedusa Has Vanished“, „The Dough of America is Rising Me“. През 1988 г. под псевдонима Al Santana Славов публикува гротесковата пародия „Handling Vegetables“.
Връщане към българската политическа и културна действителност е книгата „The `Thaw` in Bulgarian Literature“, която кореспондира с четените по Радио „Свободна Европа“, но все още непубликувани мемоари. „`Размразяването` на българската литература“ запознава англоезичния читател с истинската същност на процесите в българския литературен живот, видени от интелектуалец с „поглед отвътре“.
Славов е най-големият изследовател на живота и учението на Петър Дънов. В Америка той обикаля и документира всички места, където Дънов е пребивавал по време на следването си в САЩ.

## Обществена дейност
Членува в различни творчески обединения: Националния съвет по промишлена естетика на България (1972 – 1974), художествения съвет на Студия за анимационни филми (1971 – 76), Американската асоциация за насърчаване на българската култура (съпредседател), Американската асоциация за развитие на славистичните следвания (съпредседател), американския ПЕН клуб, ПЕН клуб на писателите в изгнание – американски клон.
Работи по международни проекти в Полската академия на науките, на Уилсъновия център и Фордовата фондация в САЩ, Гласът на Америка, Института по дипломация в Арлингтън.

## Награди
- През 2001 г. е удостоен с орден „Стара планина“ I степен.[3]
- наградата „Добри Чинтулов“ за литература,
- наградата „Лежерете“,
- награди за научна фантастика.

Почетен гражданин на Сливен.
Награди като сценарист:
- „Парад“ (награден на международните кинофестивали в Москва, 1961, и в Оберхаузен, 1965),
- „Индиговият пират“ (награден на Международния филмов кинофестивал в Испания, 1974, и на Националния кинофестивал за детски филми в България, 1975),
- „Герловска история“ (две награди на Международния филмов фестивал във Варна, 1971).

## Памет
Още през 2011 г., по-малко от два месеца след смъртта на Атанас Славов, департамент Нова българистика към Нов български университет започва да чества именния ден на писателя, 18 януари, като Атанаславовден – с четения и малки конференции.
В началото на 2016 г. журналистката от телевизия BiT Кремена Николова подготвя кратък филм за Атанас Славов.

## Филмография
- Парад (1960)
- Китара и клаксон (1962)
- Герловска история (1971)
- Жоро, Шаро и Мара – индиговият пират (1974)

## Книги

### Научни изследвания
- Сливен. Градът на сукното и барута. 1962.
- В сянката на Фордовия мит. 1963.
- Жеравна. 1965.
- Прочее, нека моето слово.... 1966.
- С иждивението на еснафа. 1966.
- Дърворезбите на Роженския манастир. 1968.
- От камък и дърво. 1968.
- Добри Желязков – Фабрикаджията. 1969.
- Zarys wersyfikacji bułgarskiej. Zakład Narodowy im. Ossolińskich, 1974.
- Медни съдове. 1975.
- Традиции и перспективи в българското приложно изкуство. 1975.
- The „Thaw“ in Bulgarian Literature. 1981.
- Светът на циганите: Кратка история. Светлина, 2002, 148 с. ISBN 954-8850-33-8
- Пътят и времето. Началото: Светска биография на Петър Дънов. София: Захарий Стоянов, 2009, 360 с. (ISBN 978-954-744-104-0)[20]
- Изгревът. Към светската биография на Петър Дънов. Хелиопол, 2009.[21]

### Белетристика
- Нощите на Трентън. Роман. София: Изток-Запад, 2006, 182 с. (ISBN 954-321-117-5)
- Квой туй дето му викате ЛЮБОВ. Разкази. Сливен: Я, 2008, 108 с. (ISBN 978-954-8850-72-8)

### Есеистика
- Оловното кълбо. 1991.
- Слънцето, ах вижте слънцето със костюма на квадрати. Сливен: Жажда, 2010, 136 с., ISBN 978-954-795-287-4

### Мемоари
- С трева обрасли, 1983.
- With the Precision of Bats: The Sweet and Sour Story of the Real Bulgaria During the Last 50 Years, Occidental Press, 1986.[22]
- Пак заедно. Яворови до Елхови, 1991.
- С точността на прилепи, 1992.
- На Запад и на Запад, София, изд. Захарий Стоянов, 2006, 134 с., ISBN 9547298614

### Фантастика
- По голямата спирала, 1965.
- Факторът „Х“, 1965.

### Стихосбирки
- Стихове 1962. Порнографска поема 1968, 1981.
- Mr. Lampedusa has Vanished, Occidental Press, 1982.[23]
- The Dough of America is Rising in Me, 1986.[24]
- Handling Vegetables, 1988.

### Книги за деца
- Плюшеният мечо, 1967.
- Сивушко и Пънчушко, 1967.

### Преводи
- „Студеният дом“ (1959) от Чарлз Дикенс (съвм. с Цветан Стоянов),
- „Нашият човек в Хавана“ (1960) от Греъм Грийн,
- „Момчето от Джорджия“ (1961, съвм. с Цветан Стоянов) от Ърскин Колдуел,
- „Аз чукам на вратата“ (1962) от Шон О'Кейси,
- „Велик род сме ние“ (1962) от Уилям Сароян,
- „Абрахам Линкълн“ (1963) от Карл Сандбърг,
- „Били лъжецът“ (1966) от Кийт Уотърхаус.

### Избрани творби
- Избрани произведения
  - т. 1: Големите кротки животни (поезия и есета). Сливен: БИС, 2003, 402 с.
  - т. 2: Луи Армстронг в страната на славеите (проза). Сливен: БИС, 2003, 420 с.
  - т. 3: Яворови до елхови (спомени и разговори). Сливен: БИС, 2003, 448 с.[25]
  - т. 4: Тананикане на лакардиониста. Сливен: БИС, 2004, 407 с.

### За него
- Био-библиографски указател „Атанас Славов“, под съставителството на д-р Росица Петрова-Василева, Регионална библиотека „Сава Доброплодни“ – Сливен.